# H. T. Webster
Harold Tucker Webster, dit H. T. Webster (1885-1952) est un dessinateur humoristique américain.
Auteur de plusieurs séries (Poker Portraits, The Timid Soul, Bridge, Life's Darkest Moments) diffusées dans une centaine de journaux, ainsi que de nombreux ouvrages humoristiques à succès, il fut de son vivant l'un des plus célèbres dessinateurs humoristiques américain.